# Deutsche Botschaftsschule New Delhi
Die Deutsche Botschaftsschule New Delhi (DSND; engl. German Embassy School New Delhi) ist seit dem 21. Januar 1999 eine anerkannte Deutsche Auslandsschule und seit September 2013 Exzellente Deutsche Auslandsschule. Sie wird von der Bundesrepublik Deutschland durch die Zentralstelle für das Auslandsschulwesen (ZfA) gefördert und überwacht. Die Schule befindet sich in privater Trägerschaft, Schulträger ist der Deutsche Schulverein New Delhi.

## Organisation
Die Schule umfasst eine Primarstufe und eine Sekundarstufe I mit den Abschlüssen Qualifikation A (Hauptschulabschluss), Qualifikation B (Mittlere Reife) und Qualifikation C (Oberstufenreife). Seit dem Schuljahr 2007/2008 (30. Juli 2007) gibt es zusätzlich eine Sekundarstufe II, in der Schüler die Deutsche Internationale Abiturprüfung (DIAP) ablegen können. Die DIAP entspricht dem deutschen Abitur. Sie wird weltweit als Hochschulzugangsberechtigung anerkannt.
Unterrichtet wird von der Jahrgangsstufe 1 bis 12 nach den durch den Bund-Länder-Ausschuss für schulische Arbeit im Ausland (BLAschA) genehmigten Kernlehrplänen. Sie sind an die Thüringer Lehrpläne angelehnt und gültig für alle 14 deutschen Auslandsschulen im asiatischen Raum (Region 20/21). Zurzeit wird an einem zentralen Lehrplan für deutsche Auslandsschulen im Raum Südostasien gearbeitet. Die erste komplett zentrale Abiturprüfung erfolgte im Jahr 2014.
Leiter der Schule waren und sind: 2009–2011 Siegfried Huber, 2011–2015 Erhard Beck, 2015–2021 Procolino Antacido, Aug 2021–Juli 2022 kommissarisch Sabine Kulow, seit Aug. 2022 Martin van Neerven.
Vorstandsvorsitzender des Schulvorstandes ist Erik Illig (Stand 2022).

## Schüleranzahl
In die Grundschule (1.–4. Klasse) gehen zurzeit 86 Schüler und Schülerinnen. Die weiterführende Schule, die Haupt- und Realschule sowie Gymnasium beinhaltet, besuchen 121 Schülerinnen und Schüler.

## Das Schulgebäude
Es handelt sich um ein zweistöckiges Gebäude, welches die indische Regierung in den 1960er Jahren den DDR-Diplomaten zur Nutzung überlassen hatte. Nach einigen Umbauarbeiten wurde es im Jahr 1969 als Handelsmission eröffnet (Adresse: Kautilya Marg, am Rande des Botschafts-Viertels Chanakyapuri von Neu-Delhi). 1982 wurde es zu einem Botschaftssitz aufgewertet. Nachdem Wolfgang Grabowski als letzter DDR-Diplomat zusammen mit seiner Frau aus der Residenz ausgezogen und alle Mitarbeiter der Botschaft abgewickelt worden waren, standen die Räumlichkeiten leer. Im Jahr 1992 erwarb der Bund die Liegenschaft, ließ sie renovieren und zu einem Schulgebäude umbauen. Hier zog dann die im Januar 1961 vom damaligen (Bundes-)deutschen Botschafter von Heyden in der indischen Hauptstadt eröffnete deutsche Botschaftsschule ein, sie firmiert offiziell als Deutsche Botschaftsschule in Neu-Delhi / German Embassy School New Delhi.

## Weitere Einrichtungen
Der Schule ist ein zweisprachig (Deutsch/Englisch) geführter Kindergarten angeschlossen.
Bereits ab dem Alter von 16 Monaten können Kinder in die „Sternschnuppen“ aufgenommen werden. Ein kindgerechtes Angebot und ein gezieltes Vorschulprogramm bereitet die Kindergartenkinder für den Übergang in den offenen Eingangsbereich der Primarstufe vor.
Regelmäßig durchgeführte interne und externe Evaluationen garantieren die Überprüfung der Unterrichts- und Erziehungsziele sowie die Anpassung an gesellschaftliche Anforderungen und Veränderungen.

## Aktivitäten
- Der Schulchor ist bei Botschaftsempfängen und anderen Festlichkeiten mit Auftritten präsent.[6]
- Die Schule sponsert Wohltätigkeitsveranstaltungen wie etwa Clowns ohne Grenzen.[7]